# Cristo coronato di spine (Beato Angelico)
Il Cristo coronato di spine è un dipinto di Beato Angelico conservato presso la Cappella del Santissimo Sacramento del Duomo di Livorno. Si tratta di una tempera su tavola di datazione incerta, oscillante tra la seconda metà degli anni trenta e il 1450 circa.

## Storia
La storia del dipinto è ignota; solo nel 1837 si ha notizia della sua presenza nella chiesa di Santa Maria del Soccorso a Livorno (con attribuzione a Giotto), donato da una famiglia locale che probabilmente l'aveva acquistato, nel 1799, all'asta dei Francesi dei beni trafugati in Vaticano e non selezionati per l'imbarco in Francia. Durante la seconda guerra mondiale il dipinto fu rubato ed in seguito venne recuperato. 
Nel 1955 fu portato all'attenzione degli studiosi e del pubblico grazie ad una mostra su Beato Angelico che si tenne al Museo nazionale di San Marco. Venne inizialmente destinato al Museo civico Giovanni Fattori, come deposito da Santa Maria del Soccorso. In seguito è stato protagonista di altre esposizioni e nel 2006, in occasione del bicentenario dell'istituzione della Diocesi di Livorno, ha trovato collocazione in cattedrale.

## Descrizione e stile
L'opera raffigura il volto di Gesù durante il calvario, coronato con spine e vestito di porpora.
Inizialmente era attribuito alla scuola di Giotto, ma nel corso degli ultimi decenni è stato definitivamente attribuito a Beato Angelico.
Il primo ad avanzare questa ipotesi è stato Roberto Longhi, indicando come possibile datazione gli anni tra il 1430 ed il 1435; per altri studiosi risalirebbe invece al 1438, o ancora alla piena maturità dell'artista, verso il 1450.
Sul bordo della veste di Gesù si legge l'iscrizione REX REGUM D[OMI]N[U]S D[OM]I[NAN]T[IUM]. (Re dei re e Signore dei signori). Sull'aureola si trovano invece i monogrammi della Passione. Il Cristo è rappresentato in modo da suscitare un'intensa pietà fisica e religiosa nello spettatore, con grande rilievo dato al rosso, colore della Passione, che colora l'aureola, la veste, i rivoli di sangue che scendono dalla corona di spine, le labbra e gli occhi del Cristo. L'effetto è quello di una figura martoriata ma dignitosa nella sua regalità, che stimola la compassione dei fedeli.